# ديان فوسي
ديان فوسي (بالإنجليزية: Dian Fossey)، ديان فوسي (16 يناير، 1932- 26 ديسمبر 1985) كانت أحد العلماء المخُتصين في علم الحيوان، والمُقدمات، بالإضافة إلى كونها من المخُتصين في علم الإنسان والتي قامت بعمل دراسة مُستفيضة عن جماعات الغوريلا الجبلية على مدى 18 عاماً. فقد قامت بعمل دراسة عنهم يومياً في الغابات الجبلية برواندا، وتم تشجعيها في البداية للعمل هنالك عن طريق المخُتصة بعلم الإنسان (الإنثروبوجيا)  لويس ليكي . وفي كتابها الذي نُشر عام 1983، (غوريلات في الضباب)، استطاعت خلاله أن تجمع بين دراستها العلمية للغوريلات في مركز أبحاث كاريسوكي مع قصة حياتها الشخصية. وتم تحويله إلى فيلم في عام 1988 يحمل الإسم نفسه. قُتلت فوسي في عام 1985؛ ومازالت القضية مفتوحة، لم تنتهي بعد.
وأثناء وجودها على قيد الحياة، تم كِنيتُها كأحد المختصين بعلم الحيوانات المُتقدمة في العالم.وتمّ تلقيب فوسي، بِرفقة كلاً من جودال وبيريوتي جالديكاس بما يُسمى «التريماتس» وهي عبارة عن مجموعة مكونة من ثلاثة باحثين بارزين في مجال الرئيسات «أعلى رتب الحيوانات الثديية، قرود المُقدَّمات» (فوسي عن الغوريلا؛ جودبال عن الشمبانزي؛ وجالديكاس عن إنسان الغاب) حيث تمّ ارسالهم من قبل ليكي لدراسة القِردة العليا في بيئاتها الطبيعية.

## سيرة حياتها
ولدت ديان فوسي في سان فرانسيسكو في كاليفورنيا، والدها جورج إي فوسي وكيل تأمينات، ووالدتها كاثرين «كيتي» كد فوسي عارضة أزياء، انفصل والداها حين كان عمرها 6 سنوات. وتزوجت والدتها في السنة التالية برجل الأعمال ريتشارد برايس. حاول والدها أن يبقى على اتصال بها ولكن والدتها لم تشجع ذلك ولم يتواصل بها بعد ذلك الحين.
لم يُعاملها زوج والدتها على أنها إحدى أطفاله، فلم يكن يسمح لديان أن تجلس على طاولة الطعام معه أو مع والدتها في وجبات العشاء  كما أنه كان رجلاً صارماً، لم يقدم لها أقل القليل من الدعم المعنوي ومع انعدام ثقتها بنفسها، التجأت ديان إلى الحيوانات لتنال بعضًا من الرضى والقبول، بدأ حبها للحيوانات مع أول سمكة ذهبية اقتنتها واستمر معها هذا الحب تجاه الحيوانات مدى الحياة. وكانت قد بدأت في عمر السادسة بركوب الخيل مما استحقت عليه خطاب من مدرستها، وبحلول تخرجها عام 1954 م، كانت ديان قد أثبتت نفسها كفارسة.

## التعليم
تلقّت ديان تعليمها في مدرسة لويل الثانوية، وبعد توجيهات من زوج والدتها التحقت بدورة الأعمال في كلية مارين. وعلى الرغم من قضاء شهور الصيف في مربى للماشية «مزرعة» في سن التاسعة عشر في ولاية مونتانا إلا أن ذلك كان سبب في إعادة حبها للحيوانات من جديد والتحقت في دورة ماقبل الطب البيطري في علم الأحياء بجامعة كاليفورنيا، دافيس. وفي تحديها لرغبات زوج والدتها في أن تحضر مدرسة الأعمال، أرادت ديانا في أن تقضي حياتها المهنية في العمل مع الحيوانات. ونتيجة لذلك فإن كلاً من والدي ديان فشلوا في إعطاءها أي مبلغ مادي كنوع من الدعم المالي طوال حياتها. وقد دعمت نفسها بالعمل كموظفة في الجبهة البيضاء (متجر كبير ذو أقسام متعددة)، وأعمال أخرى خاصة بالكتابة وأعمال المختبر مجتهدةً في عملها كما لو أنها ماكنة في مصنع.
وعلى الرغم من أن فوسي كانت دائمًا الطالبة المثالية، فقد واجهت صعوبات في العلوم الأساسية بما في ذلك الكيمياء والفيزياء وفشلت للسنة الثانية في البرنامج. انتقلت إلى كلية مدينة سان خوسيه والتي كانت فيه عضواً بناد الفتيات كابا ألفا ثيتا لدراسة العلاج المهني، وحصلت على درجة البكالوريوس في عام 1954. وبدايةً بعد الانتهاء من كليتها، بدأت فوسي بالعمل في العلاج المهني «النفسي». فقد التحقت بمستشفيات مختلفة بكاليفورنيا وعملت مع مرضي داء السُل. فوسي التي كانت في الأصل فائزة بالفروسية والتي جذبتها إلى كنتوكي في عام 1955، بعد عام مضى حصلت على وظيفة أخصائي العلاج المهني في مستشفى كوساير كريبليد الخاصة بالأطفال.
وقد سمحت لها شخصيتها الخجولة والمُتحفظة بالعمل جيدًا مع الأطفال في المستشفى. وأصبحت فوسي على صلة وثيقة برفيقتها في العمل والتي تُدعى ماري وايت «جايني» هينري، سكرتيرة رئيس إدارة المستشفى وزوجة أحد الأطباء، ميكائيل جي. هينري. وقد دعت عائلة هينري فوسي للانضمام اليهم في مزرعتهم العائلية، والتي عملت فيها مع الحيوانات بشكل يومي وأيضاً شهدت جو الأسرة التي افتقدته معظم حياتها. وأثناء وقت فراغها فإنها لا تبخل بحبها على الخيول.

## الاهتمام بأفريقيا
رفضت فوسي عرض عائلة هينري للانضمام إليهم في جولة أفريقية وذلك بسبب قلة دخلها المالي، ولكن في عام 1963 قد استعارت حوالي 8000 دولار (راتب سنة واحدة) وأخذت مدخرات حياتها وذهبت في زيارة استغرقت سبعة أسابيع لأفريقيا. وفي شهر سبتمبر عام 1963، قد وصلت إلى نيروبي، كينيا. وهناك التقت بالممثل وليام هولدن، المالك لفندق «تريبتوبس»، والذي قدمها إلى المُرشد الخاص بسفاري، جون ألكسندر. وأصبح ألكسندر مرشدها خلال السبع أسابيع التي قضتها بكينيا، تانزانيا، جمهورية الكونغو الديمقراطية، وروديسيا. وتضّمن طريق الكسندر الزيارات إلى سافو، أكبر حديقة قومية بأفريقيا; البحيرة المالحة في مانيارا، الشهيرة بجذب أسراب ضخمة من طيور النحام «طائر مائي» وفوهة بركان نجورونجورو، المعروف جيداً بحياته البرية الوفيرة. أما بالنسبة لأخر موقعين قد قامت بزيارتهم فهما أولدافيا جورج في تنزانيا (الموقع الأثري للويس وماري ليكي); وجبل إم تي. ميكانو في الكونغو، حيث أنه في عام 1959 قامت أخصائية عالم الحيوان الأمريكية جورج شالر بإجراء دراسة رائدة دامت عاماً كاملاً للغوريلا الجبلية. وفي أولدوڤاي جورج، قابلت فوسي عائلة ليكي عندما كانوا يتفحصون المنطقة للبحث عن بعض الحفريات الآدمية. وتحدث ليكي مع فوسي عن عمل جان جودال وأهمية البحث طويل الأمد للقرود العظيمة. وعلى الرغم من أن كاحلها قد كُسر عند زيارتها لعائلة ليكي في 16 أكتوبر، إلا أنها مكثت في فندق صغير يقع في أوغندا يدعى (راحة المسافرين) لصاحبه والتر بومقارتل الذي يعتبر من المدافعين عن الحفاظ على الغوريلا وهو أول من عرف الفوائد التي تجلبها السياحة للمنطقة. وقد قدم فوسي لمصورين الحياة البرية الكينية «جون وألان روت». حيث وافق الزوجان على السماح لفوسي والكسندر بأن يخيما بجانبهما، وفي أيام قليلة التقت فوسي خلالها لأول مرة بغوريلا الجبال البرية. وبعد الجلوس مع أصدقائها في روديسيا، رجعت فوسي إلى منزلها في لويسفل لتسدد قروضها. وقد نشرت حوالي ثلاث مقالات في جريدة كوريير، وذكرت فيها تفاصيل زيارتها إلى أفريقيا.

## البحث في الكونغو

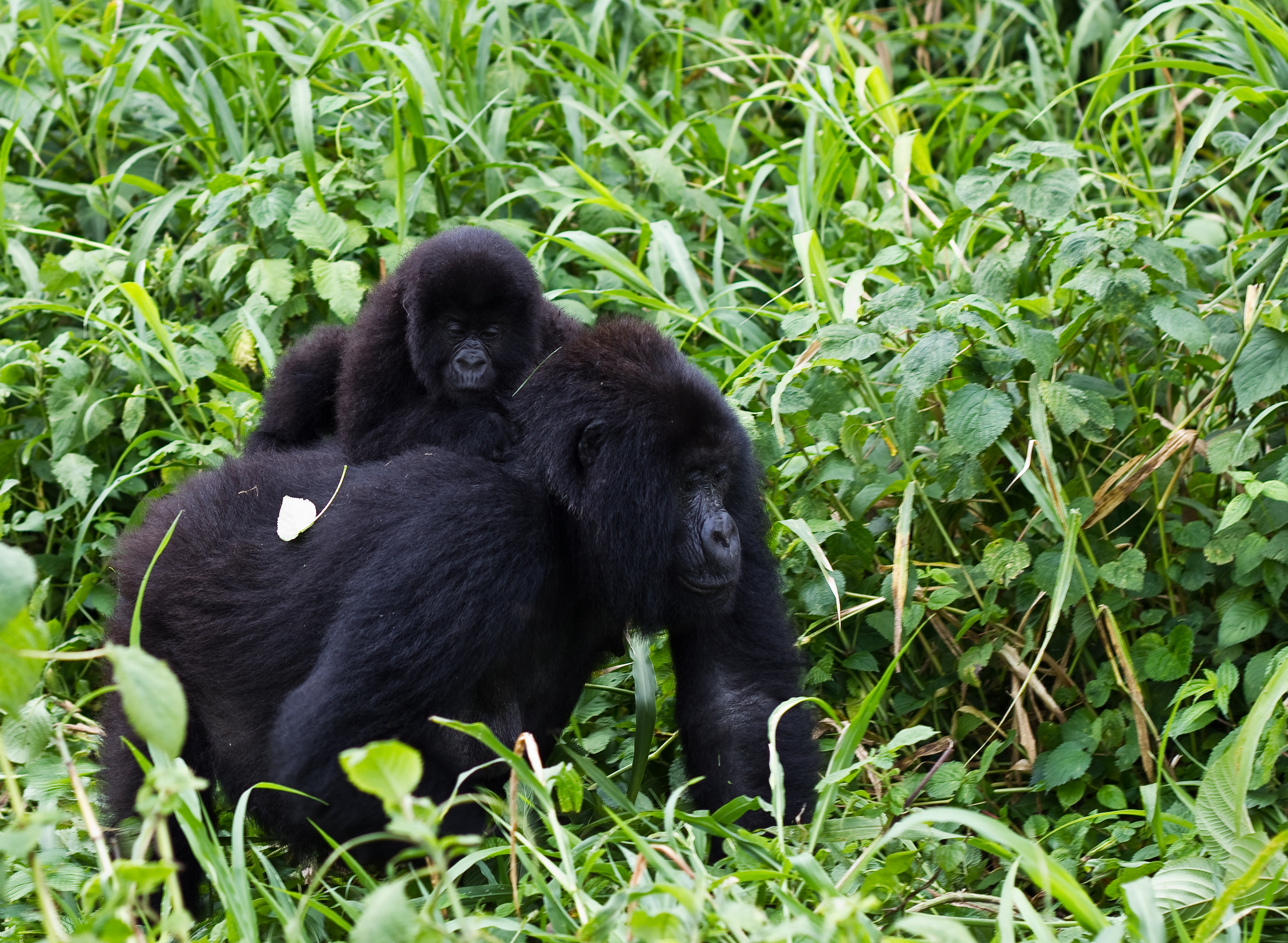
الغوريلا الأم مع صغيرها في حديقة فرونغا القومية في الكونغو

عندما قّدم ليكي إلى لوسيفيل خلال جولة تحضيرية له حول البلاد، أخذت فوسي الملاحق التي نُشرت في جريدة كورير عن رحلتها في أفريقيا لتريها إلى ليكي والذي تذكرها وتذكر أيضاً اهتمامها بالغوريلات الجبلية. وبعد ثلاث سنوات من رحلة السفاري، إقترح ليكي أن تقوم فوسي بدراسة طويلة الأمد عن الغوريلا بنفس الأسلوب التي انتهجتها جين غودال مع الشمبانزي في تانزانيا. وقد جمع ليكي من أجل فوسي بعض المال لعمل البحث على الغوريلا الجبلية، واستقالت فوسي من عملها لكي تنتقل إلى أفريقيا. وبعد دراسة اللغة السواحلية وحضور دروس في علم الحيوانات الراقية (الدراسة العملية للقرود) خلال ثمانية شهور استغرقتها للحصول على التأشيرة والمال، وصلت فوسي إلى نيروبي في شهر ديسمبر عام 1966. وبمساعدة كلاً من جون روت وليكي، استطاعت فوسي على الحصول على الإمدادات اللازمة ولاند روفر قديمة مغطاة بكتان والتي أسمتها «ليلي». وفي الطريق إلى الكونغو، زارت فوسي مركز أبحاث مدينة جومبي وذلك لمقابلة جودال لإبداء ملاحظاته في طرق بحثها عن الشمبانزي. وكان ذلك بصُحبة المصور آلان روت والذي ساعدها في الحصول على تصريح عمل للجبال بفيرونغا، بدأت فوسي في دراسة مجالها بمدينة كابارا في الكونغو في عام 1967 في نفس الروضة الذي أقام فيها شالر معسكره قبل سبع سنوات. وقد علمها روت الأساسيات في ملاحقة الغوريلا، وساعدها المُقتفي لأثرهم سانويكوي مؤخراً في المخيم الخاص بها. وعاشت فوسي في المخيمات اعتمادا على منتجات المعلبات، وتنزل فوسي مرة كل شهر من الجبل إلى «ليلي» وتقوم برحلة مدتها حوالي ساعتين إلى أن تصل لقرية كيكومبا للتزود بما ينقصها.
حددت فوسي ثلاث مجموعات محددة في منطقة دراستها، ولكن لم تستطع أن تكون قريبة منهم. ووجدت فوسي في نهاية المطاف أن تقليد أفعالهم وأصواتهم تطمئنهم جميعاً، مع بعض التصرفات الخاضعة وأكل نبات الكرفس المحلي. ومؤخراً نسبت فوسي نجاحها في تعويد وتأقلم الغوريلا إلى خبرتها العملية كأخصائية في العلاج الطبيعي مع الأطفال المصابين بمرض التوحد. مثل جورج شالر، اعتمدت فوسي إلى حد كبير في الأفراد على «بصمة الأنف» وذلك لتحديد الهوية وكان في البداية عن طريق الرسم ومن ثم الكاميرا.
وصلت فوسي إلى مدينة الكونغو في أوقات ذات اضطرابات محلية. معروفة بالكونغو البلجيكية حتى انفصالها في شهر يونيه في عام 1960، وعانت الحكومة الجديدة من الثورات والاضطرابات المزعجة حتى عام 1965، عندما قام في ذلك الوقت الملازم جوزيف دسيو موبوتو وقائد الجيش ثم رئيس أركان الجيش الوطني بسيطرته على البلاد وإعلان نفسه كرئيس لمدة خمس سنين خلال ما سُمي بأزمة الكونغو. وخلال هذه الاضطرابات السياسية، كانت الثورات والمعارك كامنة في محافظة كيفي. وفي يوم 9 يوليه من عام 1967 وصل الجنود إلى المعسكر ليرافقوا كلاً من فوسي والعمال الباحثين معها بالأسفل وقد تم اعتقالها في مدينة رومانغابو لمدة أسبوعين. وفي النهاية هربت فوسي عن طريق الرشوة إلى استراحة المسافرين الخاصة بوالتر بامجارتيلس في مدينة كيسورو، في البلد الذي أُلقي فيها القبض على رفيقها من قبل الجيش الأوغندي. ونصحتها الحكومة الأوغندية بعدم العودة مرة أخري إلى كونغو بعد مقابلة ليكي في نيروبي، واتفقت فوسي معه ضد نصيحة السفارة الأميركية لإعادة درساتها على الجانب الراوندا لفيرونجا. وفي راوندان، قابلت فوسي الأمريكي المُغترب روساموند كار، الذي قدمها للبلجيكية المحلية ألييت ديميونك; وكانت ديميونك على معرفة محلية برواندا وعرضت عليها إيجاد مكان مناسب للدراسة.

## في رواندا

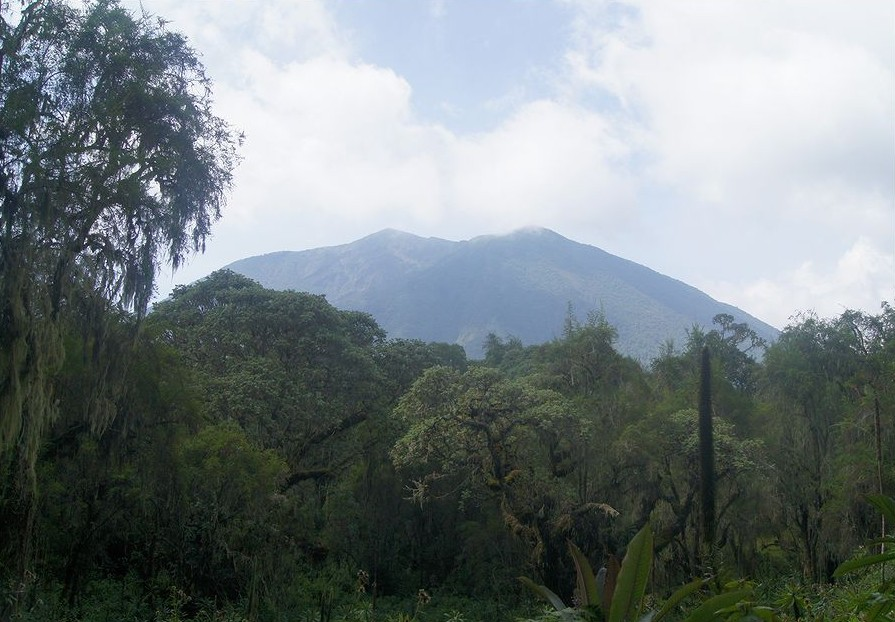
أسست فوسي مخيم للأبحاث عند سفح جبل فيسوك

في 24 من سبتمبر 1967 م، أنشأت ديان مركزاً للأبحاث اسمته (كاريسوك) "Karisoke" وهو عبارة عن كوخ صغير في وسط الغابات المطيرة متمركزًا بين بركانين بمقاطعة روهانجيري. اعتمدت تسمية مركز الأبحاث على الحروف الأربعة الأولى "Kari" لجبل كاريسيمبي "Karisimbi" والذي يُطلّ على كوخها من الجنوب واختارت “soke” وهي الحروف الأربع الأخيرة من اسم جبل فيسوك "Visoke" والذي تقع منحدراته نحو الشمال مباشرة خلف الكوخ. وقد أنشئ المركز فوق جبل فيسوك على ارتفاع 3000 متر (9800 قدم)، وتغطي منطقة الدراسة المعنية 25 كيلو متر مربع (9.7 ميل مربع). أصبحت ديان تُعرف بين السكان المحليين باسم (نيرماتشابلي) أو (نيراماسيبيري) ومعناها (تقريبياً) «المرأة التي تعيش وحدها فوق الجبل».
وبخلاف الغوريلا من جهة الكونغو في فيرونجاس لم يسبق للغوريلا بمنطقة كاريسوك أن روضت جزئيًا في دراسة شالر إذ أنها تعرف البشر على أنهم صيادين فقط، وقد تطلب منها وقتًا طويلًا لتستطيع دراسة غوريلا كاريسوك عن قرب. وقد غادر العديد من طلاب البحث المكان لعدم قدرتهم على تحمل الأجواء الباردة والظلام والأماكن الطينية الكثيرة حول كاريسوك وعلى منحدرات براكين فيرونجا حيث تحوي الطرق نباتات بطول 6 أقدام والتي تُقطع عادة بمنجل.

### معارضة الصيد غير القانوني
كان الصيد الجائر غير قانوني في منطقة متنزه جبال فيرونجا في راوندا منذ عشرينات القرن العشرين، لكن القانون نادراً ما كان يُطبق من قبل حراس الحديقة والذين كانوا في كثير من الأحيان يقبلون رشوة الصيادين التي كانت أقل من راتب موظفي فوسي الأفريقيين.
كتبت فوسي في ثلاث مرات بأنها شهدت آثار حادثة أسر رضع الغوريلات بناءً على أمر من حراس الحديقة في حدائق الحيوانات؛ وبما أن الغوريلات الأمهات كنّ ستقاتلن حتى الموت لحماية صغارهن، فإن عمليات الخطف تسببت في وفاة حوالي 10 من الغوريلات البالغة ومن خلال صندوق فوسي ديان الدولي للغوريلا، مولت دوريات مخصصة لتدمير مصائد الصيادين في منطقة مركز كاريسوك للبحوث وفي أربعة شهور من عام 1979 م، دمّرت الدورية التي تتألف من أربعة عاملين أفريقيين 987 مصيدة في محيط منطقة الأبحاث بينما لم يدمّر حراس الحديقة الوطنية والذين يتألفون من 24 عاملاً أي فخ وضعه الصيادون خلال نفس الفترة وفي الجزء الشرقي من الحديقة والتي لا تحرسها فوسي، قضى الصيادين على أغلبية الفيلة للحصول على العاج وقتلوا أكثر من اثنتي عشرة غوريلا.
ساعدت الدكتورة فوسي في القبض على العديد من الصيّادين الذين قضوا أو مازال يقضون سنوات طويلة في السجن وفي عام 1978 م وسعت لمنع إرسال اثنين من صغار الغوريلا «كوكو وبوكر» من رواندا إلى حديقة حيوانات في كولونيا الألمانية حيث تم الإمساك بصغار الغوريلا وفق التعليمات الصادرة من حديقة كولونيا للحيوانات والمحمية الراوندية وقُتل أثناء ذلك 20 من الغوريلات البالغة وأرسلت المحمية صغار الغوريلا إلى فوسي ليتلقوا العلاج إثر إصابتهم أثناء الإمساك بهم وحبسهم وبذلت فوسي جهداً بالغاً حتى استعادوا جزءاً من عافيتهم وبعدها تم إرسال الغورلتين إلى كولونيا رغم اعتراضها وقد عاشتا هناك تسعة أعوام وتوفيتا في نفس الشهر واعتبرت فوسي أن حبس الحيوانات في «سجن» (حدائق حيوان) لترفيه الناس أمراً منافياً للأخلاق.
وفي حين أن بعض الغوريلات من جماعات مهمشة في الجبال والتي لم تكن ضمن دراسة فوسي كان يتم اصطيادها بطريقة غير مشروعة من خمسة إلى عشرة في نفس الوقت، حفّزها هذا للقيام بدوريات لمكافحة الصيد غير المشروع، حيث أنه لم تكن مجموعات دراستها ضحايا مباشرة للصيد غير المشروع إلى أن قتل الغوريلا المفضل لديها «ديجيت» وفي وقت لاحق من نفس العام قتل غوريلا من نوع فضيّ الظهر من المجموعة الرابعة والمسمى باسم «برت» عم «فوسي» حيث كان يحاول حماية ابنه «كويلي» حتى لا يحتجزه الصيادون المتعاونون مع حراس حديقة رواندا، كما قتلت «ماشو» أم كويلي في الهجوم ولم يقبضوا على «كويلي» بسبب تدخل العم «برت»، لكن بعد ذلك مات «كويلي» ذو الثلاثة أعوام بعد معاناة مع الألم من الغرغرينا إثر إصابته برصاصة أحد الصيادين.
وفقًا لكتابات فوسي فإن مكتب راوندا للسياحة والمتنزهات الوطنية (ORTPN) والصندوق العالمي للطبيعة ومؤسسة الحياة البرية الأفريقية وجمعية الحفاظ على الحيوان ومشروع حماية الغوريلا الجبلية وبعض من طلابها السابقين حاولوا انتزاع السيطرة منها على مركز كاريسوك للأبحاث لغرض السياحة، إذ وصفوها بأنها متزعزعة؛ وفي آخر سنتين من حياتها لم تشتكي على الصيادين لفقدان أي من الغوريلا على الرغم من أن مشروع حماية الغوريلا الجبلية كان من المفترض أن يقوم بجولات تفتيشية في منطقة جبل سابيانو ومحاولة حصر أسباب موت الغوريلا إذا كانت من الصيد أو الأمراض التي تنتقل عن طريق السياح.
ومع ذلك تتلقى هذه المنظمات تبرعات العامة من أجل الحفاظ على الغوريلا ويعتقد معظمهم غالباً أن تبرعاتهم تذهب لفوسي وهي التي كانت تعمل على تمويل مكافحة الصيد غير المشروع ودوريات صيد حيوانات الأدغال للاستفادة من لحومها في حين المنظمات وضعت اسمها في مشاريع السياحة وعلى حد تعبيرها: «أن الأموال التي تدفع من أجل الحفاظ على البيئة لن تذهب لدوريات الصيد غير المشروع»، ووصفت فوسي تلك الفلسفتين بالحماية النشطة أو جماعات الحفاظ على البيئة الدولية.

### معارضة السياحة
عارضت ديان فوسي السياحة البرية بشدة، إذ كانت الغوريلا معرضة بشكل كبير للأمراض التي تصيب الإنسان مثل الإنفلونزا والتي ليس للغوريلا مناعة ضدها وذكرت العديد من الحالات التي توفي فيها عدد من حيوانات الغوريلا بسبب الأمراض التي تنتشر من قبل السيّاح وكانت تعتبر السياحة تدخلًا في سلوكهم البري والطبيعي. كما انتقدت البرامج السياحية التي غالباً ما تمولها منظمات الحماية الدولية للتدخل في أبحاثها وفي سلام الغوريلا التي تعيش في الجبال. واليوم يعترف «صندوق ديان فوسي الدولي للغوريلا» بأهمية السياحة في المساعدة على إنشاء مجتمع مستقر ومستديم ومكرس لحماية الغوريلا وموطنها.

### المحافظة على المأوى
كانت فوسي المسؤولة عن تنقيح مشروع تطوير المجتمع الأوروبي والذي حول المنتزهات إلى مزارع مزهرة؛ وبفضل مجهوداتها المثمرة تم تخفيض حدود المنتزهات من 3000 متر خطي إلى 2500 متر خطي.

### صندوق ديجيت الخيري

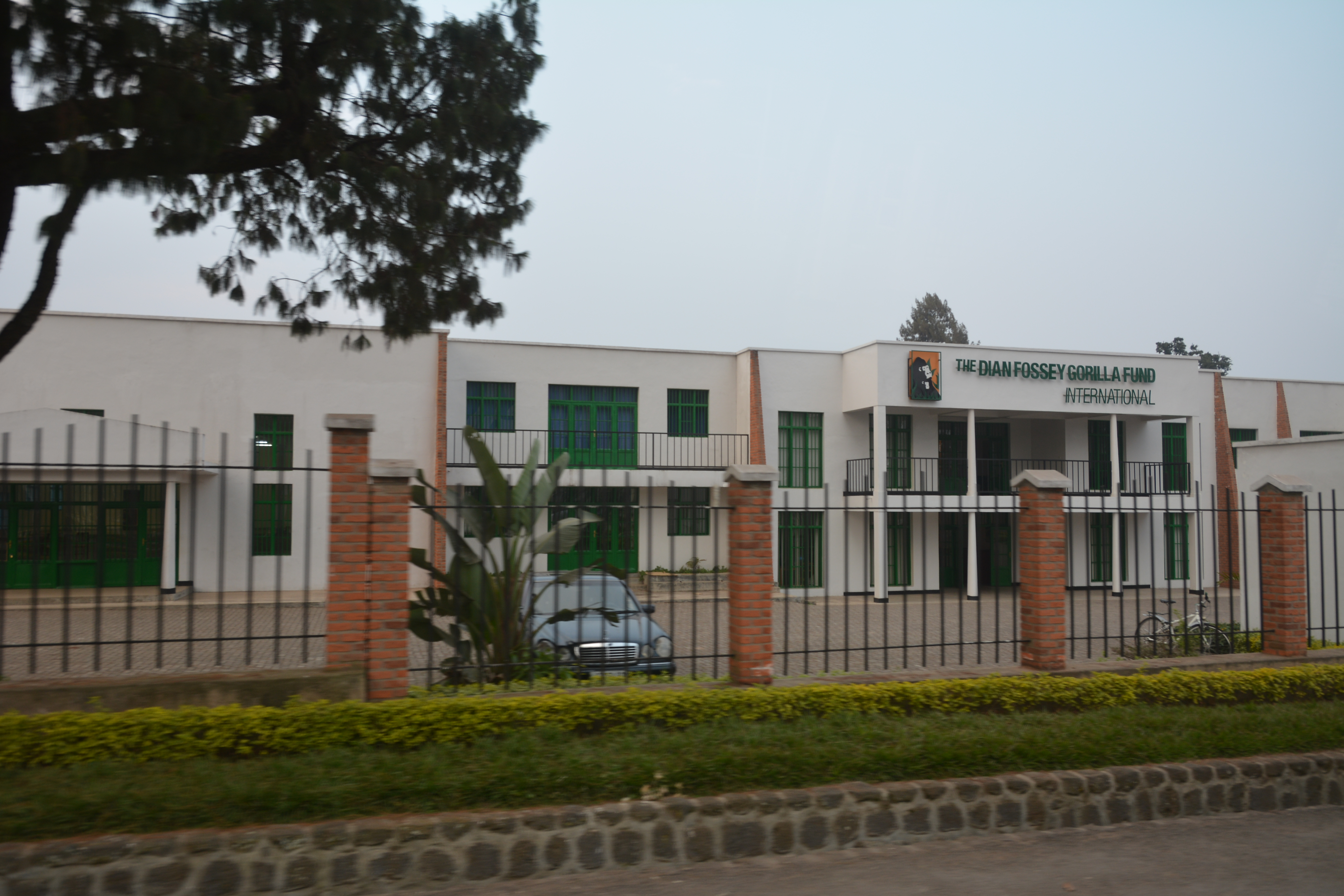
صندوق ديان فوسي العالمي للغوريلا في رواندا.

خلال عشية رأس السنة الميلادية عام 1977 تم قتل الغوريلا المفضلة لفوسي والتي تُسمى «ديجيت» من قبل الصيادين. وكان ديجيت حارساً لمجموعة الدراسة الرابعة ولذلك حاول أن يدافع عن المجموعة ضد ستة صيادين وكلابهم اللذين ركضوا باتجاه مجموعة الدراسة أثناء البحث على ظبي. وتلقت ديجيت ما يقرب من خمسة إصابات رمحيه في محاولة شرسة للدفاع عن النفس وتمكن من قتل أحد كلاب الصيادين وسمح للأعضاء الثلاثة عشر من مجموعته بالهروب. ويبيع الصياديين أيادي الغوريلا كما لو أنها مطايب أو تعاويذ سحرية أو لعمل مطفأة السجائر، وقد تم قطع رأس ديجيت وتم قطع يديها أيضاً من أجل مطفأة السجائر، مقابل 20 دولار. وبعد اكتشاف جثتها المشوهة من قبل المساعد الباحث إيان ريدموند، فقد تمكنت مجموعة فوسي من القبض على أحد القتلة وكشف عن أسماء خمسة من شركائه في الجريمة وثلاثة منهم تم سجنهم لاحقاً. وأنشأت فوسي في وقت لاحق صندوق ديجت (المعروف الآن باسم الصندوق الدولي لغوريلا ديان فوسي بالولايات المتحدة الأمريكية) من أجل جمع المال لدوريات مكافحة الصيد الغير قانوني. بالإضافة إلى ذلك تم إنشاء مجموعة من الصناديق العالمية الخاصة بالغوريلا لقبول التبرعات في ضوء وفاة ديجيت وزيادة الانتباه للصيد الغير قانوني. وفي الأغلب عارضت فوسي جهود المنظمات الدولية والتي شعرت بأنها غير فعالة في توجيه الأموال إلى زيادة معدات أكثر من أجل موظفي حديقة رواندا، وكان بعضهم يدعي بأنهم لديها أوامر للصيد الغير مشروع للغوريلا في المقام الأول.
تسببت وفاة بعض من غوريلات الدراسة الخاصة بها بأن كرست فوسي انتباهها لمنع الصيد الغير قانوني والقليل على النشر العلمي والبحث. وأصبحت فوسي أكثر عاطفة في حماية الغوريلات وبدأت في استخدام طُرق مباشرة بشكل كبير: حيث قامت هي وموظفيها بقطع أفخاخ الحيوانات بمجرد أن يضعوها; تخويف وأسر وإذلال الصيادين; واحتجاز ماشيتهم من أجل الفدية؛ بالإضافة إلى حرق مخيماتهم وحتى البساط في منازلهم. وكانت فوسي دائماً ما تتحدي الموظفين المحليين وذلك من أجل فرض القانون ودعمها.

## حياتها الشخصية
خلال رحلات السفاري التي قامت بها في أفريقيا، قابلت فوسي أليكسي فورستر، وهو أخ لرجل أفريقي كانت تواعده في لويزفيل، فوسي وفوريستر ارتبطا لاحقاً. وفي سنواتها التي تلت ذلك، أصبحت فوسي مرتبطة ببوب كامبل مصور ناشيونال جيوغرافيك بعد ما عملت معه لسنة في كاريسوك، وقد كان كامبل وعدها أن يترك زوجته وفي نهاية المطاف افترق الطرفان بسبب إخلاص فوسي في العمل مع الغوريلات في كاريسوك؛ بالإضافة إلى حاجة كامبل للعمل أبعد من ذلك. وفي عام 1970 م في الوقت الذي قضته في كامبردج للتحضير لنيل شهادة الدكتوراة، اكتشفت أنها حامل وخضعت للإجهاض. وعلقت على ذلك لاحقا قائلة: «أنكِ لا تستطيعين أن تكوني فتاة غلاف مجلة ناشيونال جيوغرافيك وأنت حامل» كان لديها علاقات أخرى على مر السنوات كما كانت تحب الأطفال وبما أنها تنقذ كل حيوان اُسيئت معاملته أو متخلى عنه تراه في أفريقيا أو بالقرب من كاريسوك تطلّب منها ذلك حصولها على حديقة حيوان في المخيم وكان من ضمن الحيوانات القرد الذي يعيش في مقصورتها «كيما» وكذلك الكلب «سيندي» وكانت تعقد حفلات أعياد الميلاد كل عام لباحثيها والعاملين لديها وعائلاتهم وطورت صداقة حقيقية مع جين غودال.
أصيبت ديان بمشاكل رئوية في عمر مبكر، ثم عانت لاحقاً في حياتها من داء الانسداد الرئوي المزمن متقدم نتيجة تدخينها السجائر بكثافة خلال العديد من السنوات في حين تطور المرض الموهن -متفاقمًا أكثر بسبب ارتفاع الجبل والمناخ الرطب- ووجدت صعوبة متزايدة في إجراء بحوث ميدانية، حيث كانت تعاني كثيرًا من صعوبة في التنفس وتستخدم أسطوانة أوكسجين في كل مرة تتسلق الجبال أو إذا مشت لمسافات طويلة.

## الاكتشافات العلمية
درست العلاج وظيفي، درست الغوريلا الجبلية وصورتها في إفريقيا. وقد اكتسبت ثقتها عن طريق تقليد أصواتها وعاداتها.
درست غوريلا الجبال في جبال فيرونجا، في شرقي وسط إفريقيا. وهي التي أسست مركز بحوث كارسوك في رواندا، وعاشت هناك في شبه عزلة لمدة 18 سنة تقريباً. وقد أدت بحوث فوسي ديان عن الغوريلا البرية إلى بذل الجهود لحماية هذا النوع من الغوريلا، وأنواع أخرى مهددة بالانقراض. وقد قتلت فوسي في ظروف غامضة في المخيم الذي كانت تقيم فيه في رواندا.
وُلدت فوسي في سان فرانسيسكو، بولاية كاليفورنيا، في الولايات المتحدة الأمريكية. وحصلت على درجة الماجستير، من معهد سان هوزيه الحكومي (وهو الآن جامعة سان هوزيه الحكومية) عام 1954م.وقد تأثرت بكتاب الغوريلا الذي كتبه عالم الحيوان الأمريكي جورج سكالر. وفي عام 1963م استدانت بعض النقود وذهبت إلى إفريقيا لمشاهدة الحيوانات. وهناك زارت مخيم عالم الأنثربولوجيا البريطاني، لويس ليكي الذي اختارها عام 1966م لدراسة ميدانية طويلة الأمد عن الحيوانات.
حصلت فوسي على درجة الدكتوراه ببحثها في الغوريلا في جامعة كمبردج، في إنجلترا، عام 1974م.
ولكي تتلاءم وتتأقلم مع مجتمع غوريلا الجبال، راحت فوسي تقلد عاداتها وأصواتها. وكانت تدربها كل يوم فصارت تعرف كل غوريلا بشكل فردي.

## وفاتها
وُجدت فوسي مقتولة في مقصورتها الموجودة في طرف مخيم جبال فيرونجا في راوندا صباح 27 ديسمبر من عام 1985م. وقد وجدت جثتها ووجها موجه للسماء بالقرب من سريرين كانت تنام على أحدهما، وتبعد الجثة مترين (7 أقدام) تقريباً عن حفرة في جدار المقصورة حفرها قاتلها. وقد أفاد مساعدها واين ريتشارد ماغواير «عندما تأكّدت من علاماتها الحيوية، كان وجهها مجروح قطريًا بضربة بالمنجل» وكانت المقصورة مكسوة بالزجاج المتناثر والأثاث المقلوب بالإضافة لمسدس عيار9 وذخيرة بجانبها على الأرض ولم يعتقد المحققون أن الجريمة كانت بدافع السرقة حيث أن أغراض فوسي الثمينة لا تزال في المقصورة بما في ذلك جواز سفرها وأسلحتها بالإضافة إلى آلاف الدولارات الأمريكية والشيكات السياحية.
كان آخر ما كتبته في مذاكرتها اليومية: «عندما تدرك قيمة الحياة كاملة، سوف يقل اهتمامك للماضي وستركز أكثر للحفاظ على مستقبلك»، دفنت فوسي في كاريسوك في مكان قامت وضعت لها المناصب التذكارية في نيويورك وواشنطن وكاليفورنيا.
كان في وصية فوسي أن كل ممتلكاتها بما فيها عائدات فيلم «الغوريلا في الضباب» سيذهب إلى صندوق ديجيت الخيري لضمان تغطية حملات منع الصيد غير المشروع ولم تذكر فوسي عائلتها في الوصية كما كان متوقع والدتها هازيل فوسي برايس طعنت في صحة الوصية ونجحت في ذلك حيث أن محكمة العدل الدولية قامت برمي الوصية ومنحت الورث إلى والدتها بما فيها 4,9 مليون دولار من عائدات الكتب الحديثة والأفلام كما تشير الوثيقة إلى أن وصيتها مجرد مسودة وليست وصيتها على الإطلاق وقالت برايس أنها كانت تعمل على مشروع لحفظ أعمال ابنتهم تم عمله لصالح الغوريلا الجبلية في راوندا في شرق وسط أفريقيا جنوب أوغندا.

### ما بعد الحادثة
بعد وفاة فوسي، تم القبض على طاقم العمل من بينهم رويليكانا -الذي كان يعمل مُراقباً قبل فصله بأشهر من وفاتها- وتم الإفراج عنهم جميعاً فيما عدا رويليكانا والذي شنق نفسه فيما بعد في السجن.
عاد واين ماغواير إلى الولايات المتحدة بعد جريمة القتل مباشرة، بينما أدانته المحاكم الراوندية غيابياً في قتلها لأنه لا يوجد اتفاقية بين الولايات المتحدة وراوندا باسترداد المجرمين، وعلى الرغم بأن ماغواير أوضح مرات عدة عن شعوره بالذنب حيال فوسي إلا أنه لم يخدم الإدانة التي أُدينت له.
وأوضح ماغواير حال عودته للولايات المتحدة في مؤتمر صحفي في مدينة سنشري في لوس انجلس أن فوسي كانت صديقته ومستشارته موضحاً بأن وفاتها كانت «فاجعة» وأن التهم الموجهة له «فظيعة»، فيما بعد اختفت أخبار ماغواير نهائياً حتى عام 2005 عندما نُشر خبر قبوله للعمل في «خدمات الإنسان والصحة» في ولاية نبراسكا لكنه رُفض فيما بعد عندما عُلم بأن له يد في قضية فوسي.
جامعة كورنل وسيرتها الذاتية
في عام 1980م، حصلت فوسي على درجة الدكتوراة من جامعة كامبريدج في بريطانيا، وأُعترف بها كرائدة عالمياً في وظائف أعضاء وسلوك الغوريلا الجبلية وتعريف الغوريلا بأنها «كريمة واجتماعية وضخمة ولطيفة ذات شخصيات مميزة وروابط عائلية قوية».
وحاضرت فوسي كدكتورة بجامعة كورنل بين عامي (1981 - 1983 م) حيث أثنى على كتابها بأنه الأفضل مبيعاً «غوريلا في الضباب» نيكولاس تينبرقن عالم الطيور والسلوك الهولندي الذي فاز جائزة نوبل في الفيزيولوجيا أو الطب عام 1973م وظل كتابها أفضل كتب الغوريلا مبيعاً على الإطلاق.

## إرثها
بعد وفاتها، تم تغيير اسم الصندوق الخاص بغوريلا فوسي «ديجيت» في الولايات المتحدة إلى (صندوق ديان فوسي العالمي للغوريلا) وتم افتتاح مركز كاريسوك للأبحاث بواسطته، واستمرت المراقبة والحماية اليومية التي بدأتها. استمرت شيرلي ماكغريل، إحدى صديقاتها، بالعمل على حماية الثدييات من خلال رابطتها العالمية لحماية الثدييات (IPPL) وهي إحدى منظمات حماية الحياة البرية القليلة التي تعزز بفعالية وفقًا لفوسي مبدأ «المحافظة النشطة».
تمت إدارة مركز كاريسوك للأبحاث من قبل تلاميذ سابقين، بعضهم كان قد عارض فوسي وكان هذا في الفترة ما بين وفاة فوسي وحتى الإبادة الجماعية في راوندا عام 1994، وخلال الإبادة والفترة التي تلتها من انعدام الأمن تعرض المخيم للنهب بالكامل وللتدمير أيضاً، ولم يبقى اليوم سوى بقايا من كوخ ديان فوسي، وخلال الحرب الأهلية تحولت حديقة فيرونجا الوطنية إلى ملاذ للاجئين وتعرضت الحديقة لعمليات غير مشروعة من قطع الأشجار مما أدى إلى تدمير مناطق واسعة من الحديقة.
تبنى الشعب الرواندي مراسم لتسمية مولود الغوريلا وتدعى بـ «كويتا إزينا»، وكان الهدف من هذه الاحتفالية لفت الانتباه للغوريلا الجبلية محليًا وعالميًا. ويشار إلى أن جوجل وضعت شعاراً على صفحتها الرئيسية عام 2014 تقديراً لديان في ذكرى ميلادها الثاني والثمانون.

### الكتب
أول كتاب وثّق قصة ديانا فوسي والغوريلات الجبلية الأفريقية الإصدارين البريطاني والأمريكي "امرأة في السحاب. أشار الكتاب إلى العديد من جوانب حياتها، وقد أخذت مع الرسائل والمقالات التي كتبتها فوسي في المجلات.
ألّف هارولد هايز كتاباً بعنوان «الرومانسية المظلمة في حياة ديان فوسي» وقد نشر عام 1989 بعد مقابلات مكثفة مع الأشخاص الذين عاشوا وعملوا مع فوسي. وقد كشف هايز بصراحة جميع العيوب في حياة فوسي بما في ذلك تفاصيل حول تعاطيها الكحول وعلاقاتها الإشكالية مع الناس . وقد استند فيلم غوريلات في الضباب على مقالة هايز عام 1987 في مجلة الحياة، كما ورد في اعتمادات الفيلم بدلا من السيرة الذاتية لفوسي في تحرره الذاتي من خلال هذا العنوان.
ونشر مؤخراً كتاب «لا أحد يحب الغوريلا» والذي كتبته كاميلا دي لا بيديوري في عام2005 م وقد تكفلت بنشره كل من ناشيونال جيوغرافيك في الولايات المتحدة الأمريكية ودار بلازو إدشن للنشر في الملكة المتحدة.
كما وضع المحقق الصحفي جورجيان كتاب «أحلام الغوريلا: إرث ديانا فوسي» ونشر في 2006 م. وهذا الكتاب الخيالي هو عبارة عن خيال رومانسي لرواية فوسي وكتبه على لسانها كما لو أنها ترويه من داخل القبر.
كما ورد ذكر فوسي بوضوح في كتاب أليكس شوماتوف الصحفي في مجلة فانيتي فير وعنوانه «الجنون الأفريقي»، يفصل فيه الكاتب سلوكها المثير للجدل. ويلمح في هذا الكتاب إلى أنها حرضت على عملية اغتيالها بسبب طريقتها التي تتواصل بها مع كل من المحيطين بها والعالم الخارجي.

### فيلم الغوريلا في الضباب
اشترت استوديوهات يونيفرسال حقوق الفيلم لرواية «غوريلا في الضباب» من فوسي عام 1985، في حين اشترت استوديوهات وارنر بروذر الحقوق لصالح مقالة هايز رغم انتقاد روزاموند كار الشديد للمقالة بعد خوض الطرفين معارك قانونية نتج تعاون بينهما
وكُرِّسَت حصة كلًا من الكتاب ومقالة هايز لصالح فلم (غوريلا في الضباب) من بطولة سيقورني ويفر ويغطي الكتاب مهنة فوسي العلمية بأدق تفاصيلها دون التطرق إلى حياتها الشخصية كعلاقتها الغرامية بالمصور بوب كامبل، حيث ظهرت علاقتها مع بوب في الفيلم (والذي لعب دوره براين براون) كحدث عابر.
في قناة بي بي سي الوثائقية عام 2011 م عرضت سلسلة (All Watched Over by Machines of Loving) واستخدم فيها آدم كرتز فوسي كرمز لإيديولوجيا علم البيئة وتوازن الطبيعة والمآثر السياسية ما بعد الاستعمار الغربي لأفريقيا.

### المملكة البرية: لم شمل الغوريلات
في حلقة من سلسلة (الحياة البرية الرائدة) عام 1984 م ظهرت لقطات لفوسي وهي تتفاعل مع القردة في جبال فيرونا بعد غيابها عنهم للمدة ثلاث سنوات، هذا الفيديو الوثائقي يرويه كلاً من ديان فوسي ومارلين بيركينز والذي ذكرت فوسي فيه بعضاً من ملاحظاتها وتجاربها الشخصية مع الغوريلات.

## مؤلفاتها

### كتب
- ديان فوسي: (الغوريلا في الضباب)، شركة هوغتن ميفلين 1983م.
- الحياة مع الغوريلا الجبلية- عجائب السلوك الحيواني 208-229 (تي بي إلن جمعية ناشونال جيوغرافيك) 1972م.
- ديان فوسي وهاركورت (بيئة التغذية للغوريلا الجبلية) (Gorilla gorilla beringei) في البيئة الرئيسية: دراسات تغذية وتعديل السلوك على الليمور والنسناس والقرود 415-447 (تيم كولتن – بروك المجلة الاكاديمية) 1977م.
- (تطور ونمو الغوريلا الجبلية (Gorilla gorilla beringei) خلال الشهور الستة والثلاثين الأولى - القردة العليا 139-186 [هامبورغ وماكون، دار نشر بنيامين كومينجس] 1979م.

### مقالات علمية
- عملاق أليف: غوريلا فويرتيز: مجلة ليفينغ بيرد الربع سنوية 1 (صيف):21-22، 1982م.
- دراسة عن الغوريلا الجبلية، 1974 م: جمعية ناشيونال جيوغرافيك للبحوث، العدد14 : 243-258، 1982م.
- دراسة عن الغوريلا الجبلية، 1971- 1972 م: جمعية ناشيونال جيوغرافيك للبحوث، مشاريع 1971 م العدد 12: 237-255، 1980 م.
- دراسة عن الغوريلا الجبلية، 1969-1970: جمعية ناشيونال جيوغرافيك للبحوث، مشاريع 1969 م العدد 11: 173-176، 1978 م.
- سلوك الغوريلا الجبلية: رسالة دكتوراة. جامعة كامبريدج 1976 م.
- ملاحظات حول الحيز الحيوي لمجموعة من الغوريلا الجبلية "Gorilla gorilla beringei (باللاتينية) مجلة السلوك الحيواني العدد 22: 568-581، 1974 م.
- تخاطب الغوريلا الجبلية «باللاتينية : Gorilla gorilla beringei»: مجلة السلوك الحيواني. العدد 20: 36-53، 1972 م.

## روابط خارجية
- ديان فوسي على موقع IMDb (الإنجليزية)
- ديان فوسي على موقع الموسوعة البريطانية (الإنجليزية)
- ديان فوسي على موقع إن إن دي بي (الإنجليزية)
- ديان فوسي على موقع قاعدة بيانات الفيلم (الإنجليزية)
- ديان فوسي على موقع فايند أغريف
- وثائقي، خفايا مقتل دايان فوسي
- Dian Fossey Gorilla Fund International
- International Primate Protection League
- The Legacy of Dian Fossey
- Fossey's first article for National Geographic, 1970
- Dian Fossey eco money with quote
- January 1970 article by Fossey in National Geographic - with pictures
- Murder in the Mist solved? Animal Welfare Institute Quarterly
- This article gives some information about the degradation of Dian's relationship with National Geographic Society prior to her death